# Alexandru Iancu Petrescu
Alexandru Iancu Petrescu (n. 3 iunie 1895, Focșani - d. noiembrie  1977) a fost un magistrat militar român cunoscut pentru participarea sa în procese politice atât în perioada interbelică cât și ulterior, în perioada de instalare a comunismului în România.

## Activitatea în perioada dintre cele două războaie mondiale
Alexandru Petrescu a fost președintele completului de judecată care, în 1941, i-a condamnat la numai 10 ani de închisoare pe Teohari Georgescu și Iosif Chișinevschi, secretari ai CC ai PCdR în ilegalitate, arestați în aprilie 1941.
În luna iulie 1941 s-a desfășurat procesul cunoscut sub numele de „Procesului criminalilor de la Jilava” în care Curtea Marțială a Comandamentului Militar al Capitalei i-a judecat pe legionari care participaseră în noaptea din 26 spre 27 noiembrie 1940 la asasinatele de la Închisoarea Militară Jilava, de la Prefectura Poliției Capitalei, de la Strejnic și din pădurea Balota-Vlăsia. Din completul de judecată, a cărui președinte a fost colonelul magistrat Vasile Gelep, a făcut parte și locotenent-colonelul magistrat Alexandru Petrescu.
Avansat la gradul de colonel, Alexandru Petrescu a condus, în noiembrie 1941, la Secția a III-a a Curții Marțiale a Comandamentului Militar al Capitalei, procesul grupului Panet, proces în care cei cinci „sabotorii de război” au fost condamnați la moarte pentru „acțiuni subversive la adresa securității statului” și executați la 7 noiembrie într-o pădure de lângă Jilava.
În 1942, Alexandru Petrescu a fost numit în funcția de director al Direcției Penitenciare și Instituțiilor de Prevențiune din subordinea Ministerului de Justiție. În acestă funcție a instaurat un regim de teroare și de abuzuri de care au „beneficiat” spre reeducare tinerii elevi și studenți legionari, încarcerați după rebeliunea legionară din ianuarie 1941, permițând însă dezvoltarea activităților comuniste în închisoarea de la Caransebeș în care se aflau Teohari Georgescu și Iosif Chișinevschi.

## Activitatea în perioada instaurării comunismului
În perioada imediat următoare celui de-al Doilea Război Mondial, perioadă în care Partidul Comunist Român a cucerit puterea politică, Alexandru Petrescu a fost agreat de noua putere și a scăpat de epurările din justiție. Trecut în rezervă de mai multe ori și reactivat în funcție de cerințele politice ale momentului, Alexandru Petrescu a devenit unul dintre principalele instrumente ale comuniștilor în procesele politice.
În perioada octombrie – noiembrie 1947, colonelului magistrat Alexandru Petrescu a fost președintele Completului de judecată în procesul fruntașilor țărăniști Iuliu Maniu și Ion Mihalache, aceștia fiind arestați în urma înscenării de la Tămădău. Ca urmare a acestui proces atât Maniu cât și  Mihalache au fost condamnați la temniță grea pe viață și au sfârșit în închisorile comuniste.
Ulterior, Alexandru Petrescu a prezidat completele de judecată în procesele anti-sioniste din anii 1953-1954 dirijate contra conducătorilor organizațiilor evreiești din România ce militau pentru emigrarea în Israel, în „procesul bibliotecilor” dirijat contra unor angajații români ai bibliotecilor și oficiilor de presă ale SUA și Marii Britanii învinuiți de înaltă trădare, sau în procesul intentat conducătorilor Bisericii romano-catolice din Banat în 1951.
Pentru activitatea desfășurată, la 1 mai 1948, a fost avansat la gradul de general-maior, în aceeași promoție cu Valter Roman, pe atunci profesor la Școala Superioară de Război.

## Funcții deținute
- Director general al Direcțiunii Penitenciarelor și Institutelor de Prevenție din Ministerul Justiției (februarie 1942 – ianuarie 1943);
- Președinte al Tribunalului Militar București (1 martie 1948 - ?);
- Președinte al Tribunalului Militar Teritorial București (9 septembrie 1952 - martie 1954);
- Președinte al Tribunalului Militar pentru Unitățile MAI (1954).[2]

## Distincții și medalii
- Medalia „Pentru servicii deosebite aduse în apărarea orânduirii de Stat”.
- Ordinul „23 August”, clasa a IV-a, pentru „contribuție activă la întărirea regimului democrat-popular” (Decretul nr. 308 din 12 august 1959).[2]